# Ketileng (Kramat)
Ketileng is een bestuurslaag in het regentschap Tegal van de provincie Midden-Java, Indonesië. Ketileng telt 2263 inwoners (volkstelling 2010).